# Liste der Monuments historiques im 17. Arrondissement (Paris)
Die Liste der Monuments historiques im 17. Arrondissement (Paris) führt die Monuments historiques im 17. Arrondissement der französischen Hauptstadt Paris auf.

## Liste der Bauwerke
| Bezeichnung                                          | Beschreibung | Standort                                       | Kennzeichnung | Schutzstatus | Datum | Bild |
| ---------------------------------------------------- | ------------ | ---------------------------------------------- | ------------- | ------------ | ----- | ---- |
| Ateliers Berthier                                    |              | 32 boulevard Berthier (Lage)                   | PA00086731    | Inscrit      | 1990  |      |
| Château des Ternes                                   |              | 17, 19 rue Pierre-Demours 28 rue Bayen (Lage)  | PA00086719    | Inscrit      | 1949  |      |
| Crémerie-épicerie                                    |              | 10 rue Gustave-Flaubert (Lage)                 | PA00086720    | Inscrit      | 1984  |      |
| École normale de musique de Paris                    |              | 76, 78 rue Cardinet (Lage)                     | PA00086721    | Classé       | 1999  |      |
| Métroeingang von Hector Guimard der Station Monceau  |              | Boulevard de Courcelles (Lage)                 | PA00086724    | Inscrit      | 2016  |      |
| Métroeingang von Hector Guimard der Station Rome     |              | Boulevard des Batignolles (Lage)               | PA00086725    | Inscrit      | 2016  |      |
| Métroeingang von Hector Guimard der Station Ternes   |              | Place des Ternes (Lage)                        | PA00086726    | Inscrit      | 2016  |      |
| Métroeingang von Hector Guimard der Station Villiers |              | Boulevard de Courcelles (Lage)                 | PA00086727    | Inscrit      | 2016  |      |
| Métroeingang von Hector Guimard der Station Wagram   |              | Rue Brémontier avenue de Villiers (Lage)       | PA00086728    | Inscrit      | 2016  |      |
| Notre-Dame-de-Compassion                             |              | Avenue de la Porte-des-Ternes (Lage)           | PA00086718    | Classé       | 1929  |      |
| Ste-Marie des Batignolles                            |              | Place du Docteur-Félix-Lobligeois (Lage)       | PA00086722    | Inscrit      | 1975  |      |
| Sainte-Odile                                         |              | 2, 2A avenue Stéphane-Mallarmé (Lage)          | PA75170005    | Inscrit      | 2001  |      |
| Hôtel                                                |              | 7 rue de Tilsit place Charles-de-Gaulle (Lage) | PA00086723    | Classé       | 1983  |      |
| Hôtel Gaillard                                       |              | 1 place du Général-Catroux (Lage)              | PA75170003    | Classé       | 1999  |      |
| Hôtel particulier                                    |              | 68 rue Ampère (Lage)                           | PA75170006    | Inscrit      | 2007  |      |
| Hôtel Gourron bzw. Hôtel Alvarez                     |              | 23 ter boulevard Berthier (Lage)               | PA00086732    | Inscrit      | 1990  |      |
| Hôtel particulier                                    |              | 9 rue Fortuny (Lage)                           | PA75170001    | Inscrit      | 1997  |      |
| Gebäude                                              |              | 62-64 rue Boursault (Lage)                     | PA75170004    | Inscrit      | 2000  |      |
| Gebäude                                              |              | 8 avenue de Verzy (Lage)                       | PA75170002    | Inscrit      | 1997  |      |
| Salle Wagram                                         |              | 39, 41 avenue de Wagram (Lage)                 | PA00086729    | Inscrit      | 1981  |      |
| Théâtre Hébertot                                     |              | Boulevard des Batignolles (Lage)               | PA00086730    | Inscrit      | 1974  |      |
| Usine électrique                                     |              | 53 rue des Dames (Lage)                        | PA00086733    | Inscrit      | 1992  |      |

## Liste der Objekte
- Monuments historiques (Objekte) in Paris in der Base Palissy des französischen Kultusministeriums